# Cirrophorus branchiatus
Cirrophorus branchiatus är en ringmaskart som beskrevs av Ehlers 1908. Cirrophorus branchiatus ingår i släktet Cirrophorus och familjen Paraonidae. Arten har ej påträffats i Sverige. Inga underarter finns listade i Catalogue of Life.